# Thomas Hanmer, 4. Baronet

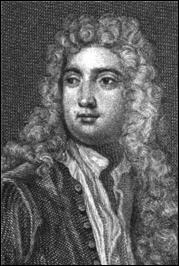
Thomas Hanmer

Sir Thomas Hanmer, 4. Baronet (geboren am 24. September 1677; gestorben am 7. Mai 1746) war von 1713 bis 1715 Speaker of the House of Commons. Sein Name wird heute vor allem mit seiner Tätigkeit als Herausgeber der Werke William Shakespeares in Verbindung gebracht.

## Leben
Thomas Hanmer war der Sohn von William Hanmer und Peregrine North. Am 14. Oktober 1698 heiratete er in erster Ehe Isabella Bennet, 2. Countess of Arlington, Witwe des Henry FitzRoy, 1. Duke of Grafton. Nach deren Tod 1723 heiratete er in zweiter Ehe Elizabeth Folkes. Beide Ehen blieben kinderlos. 1701 erbte er beim Tod seines Onkels Sir John Hanmer, 3. Baronet, den Adelstitel Baronet, of Hanmer in the County of Flint, der 1620 in der Baronetage of England geschaffen worden war. Er war von 1701 bis 1702 Mitglied des House of Commons für den Wahlbezirk Thetford, von 1702 bis 1705 für den Wahlbezirk Flintshire, von 1705 bis 1708 erneut für Thetford und von 1708 bis 1727 für Suffolk. Hanmer war einer der Gründungsdirektoren des Foundling Hospital. Da er kinderlos blieb, erlosch sein Baronettitel, als er 1746 starb.

## Shakespeare-Herausgeberschaft
Die von Hanmer herausgegebene Shakespeare-Gesamtausgabe erschien 1743–1744 in Oxford. Sie enthielt Illustrationen von Hubert Gravelot nach Entwürfen von Francis Hayman. The Cambridge History of English and American Literature urteilte, dass der Druck der „Luxusausgabe“ hervorragend war und sie wesentlich teurer als die von Warburton verkauft wurde. Entgegen der Behauptung in der Einleitung gibt es keine Anhaltspunkte dafür, dass Hanmers editorische Entscheidungen auf einer sorgfältigen Untersuchung der Vorgängerausgaben beruhen.
Seine Ausgabe wird daher in der heutigen Forschung unter editorischen Gesichtspunkten als nicht relevant angesehen. Sie gilt als die schlechteste im ganzen 18. Jahrhundert.
So wurde Hanmer nicht ohne Grund zur Zielscheibe spöttischer Bemerkungen von Alexander Pope in dessen späteren Auflagen von „The Dunciad“. und Dr. Johnson bemerkt, er habe sich die Arbeit seiner Vorgänger (ohne Nachweise) zu eigen gemacht. Einige seiner Emendationen haben sich – wiewohl bloß erraten – allerdings bewährt (etwa der Name der „Weird Sisters“ im Macbeth) und sind von allen späteren Herausgebern übernommen worden.
Trotz der offensichtlichen Schwächen in den editorischen Grundlagen wie beispielsweise die Vernachlässigung früher Editionen oder der spezifisch Shakespeare’schen Sprache, die auch Ronald Brunlees McKerrow 1933 detailliert kritisierte, spielte Hammers Gesamtausgabe dennoch in der Publikationsgeschichte der Shakespeare’schen Werke eine unverkennbare Rolle: Sie war die erste Ausgabe, die außerhalb der City of London veröffentlicht und von einem Universitätsverlag, der University Press in Oxford, produziert wurde.
Hammers Ausgabe, deren Herstellungskosten, abgesehen von einer Eigenbeteiligung Hammers an den Ausgaben für die verwendeten Illustrationen, erstmalig in der Geschichte der Oxford University Press von dieser vollständig selber getragen wurden, erwies sich als großer kommerzieller Erfolg. Sein Text wurde in der Nachfolge in verschiedenen Formaten zwischen 1747/48 und 1770 mehrfach nachgedruckt, was ihn zu einem der meistgedruckten Shakespeare-Texte des 18. Jahrhunderts machte und zu einer breiten Popularität Shakespeare in größeren zeitgenössischen Leserkreisen maßgeblich beitrug.